# Quận New Haven, Connecticut
Quận New Haven là một quận nằm ở phía nam trung tâm của tiểu bang Connecticut, Hoa Kỳ. Năm 2000, dân số quận là 824.008 người. Hai trong số các thành phố lớn nhất của tiểu bang, New Haven và Waterbury đều thuộc quận New Haven.
Theo điều tra dân số năm 2000 [3], quận đã có 824.008 người, 319.040 hộ, và 210.566 gia đình sống trong quận. Mật độ dân số là 1.361 dặm vuông (525/km ²). Đã có 340.732 đơn vị nhà ở với mật độ trung bình là 563 dặm vuông (217/km ²). Các trang điểm chủng tộc của quận đã được 79,40% người da trắng, 11,32% da đen hay Mỹ gốc Phi, 0,25% người Mỹ bản xứ, 2,33% người châu Á, Thái Bình Dương 0,04%, 4,51% từ các chủng tộc khác, và 2,16% từ hai hoặc nhiều chủng tộc. 10,09% dân số là người Hispanic hay Latino thuộc chủng tộc nào. 24,5% là người Ý, tổ tiên của người Đức 12,3% người Ailen, người Ba Lan 6,0%, 5,7% người Anh và 5,6% theo điều tra dân số năm 2000. 8,73% dân số báo cáo nói tiếng Tây Ban Nha tại nhà, trong khi 2,05% nói tiếng Ý. [2]
Có 319.040 hộ gia đình trong đó 31,20% có trẻ em dưới 18 tuổi sống chung với họ, 48,60% là các cặp vợ chồng sống với nhau, 13,60% có chủ hộ là nữ không có mặt chồng, và 34,00% là không lập gia đình. 28,20% của tất cả các hộ gia đình đã được tạo thành từ các cá nhân và 11,00% có người sống một mình 65 tuổi trở lên đã được người. Bình quân mỗi hộ là 2,50 và cỡ gia đình trung bình là 3,08.